# 游龙
游龙（1914年—），原名游家福，别名游德厚、游冠俊，男，福建福州人，中国电影导演，曾任中国电影家协会理事。